# Изгубљени (5. сезона)
Пета сезона телевизијске серије Изгубљени премијерно је емитована од 21. јануара до 13. маја 2009. у САД и Канади, и састојала се од 17 епизода. Пета сезона наставља да прати приче преживелих из несреће лета 815, након што су неки од њих спасени, а они који су и даље заробљени наизглед бивају пребачени у непознато време и место заједно са острвом на којем живе. Према речима Дејмона Линделофа, ко-креатора, извршног продуцента, сценаристе и шоуранера серије Изгубљени, пета сезона говори „о томе зашто [људи који су напустили острво] морају да се врате”.

## Екипа
Ова сезона серије била је у продукцији студија Bad Robot и Grass Skirt Productions и емитована је на каналу ABC у Сједињеним Америчким Државама. Извршни продуценти су били ко-креатор Џеј-Џеј Абрамс, ко-креатор Дејмон Линделоф, Брајан Берк, Џек Бендер, Карлтон Кјуз, Едвард Китсис и Адам Хоровиц. Сценаристи су били Линделоф, Кјуз, Китсис, Хоровиц, продуценткиња-супервизорка Елизабет Сарноф, продуцент-супервизор Пол Збишевски, продуцент Брајан К. Вон, као и ко-продуценти Мелинда Шу Тејлор и Кајл Пенингтон. Редитељи епизода били су Бендер, ко-извршни продуцент Стивен Вилијамс, Пол Едвардс, Род Холкомб, Марк Голдман, Грег Јајтанс и Боби Рот. Линделоф и Кјуз били су шоуранери.

## Улоге
- Навин Ендруз као Сајид Џара, преживели са лета 815 и један од Океаник шесторке.
- Хенри Ијан Кјузик као Дезмонд Хјум, човек који је након бродолома три године живео на острву; Пенин муж.
- Џереми Дејвис као Данијел Фарадеј, социјално неспретан физичар са брода Кахана; Елоизин син.
- Мајкл Емерсон као Бен Лајнус, бивши вођа Других. Стерлинг Бомон тумачи улогу младог Бена Лајнуса.
- Метју Фокс као др Џек Шепард, преживели са лета 815 и један од Океаник шесторке.
- Хорхе Гарсија као Хјуго „Херли” Рејес, преживели са лета 815 и један од Океаник шесторке.
- Џош Холовеј као Џејмс „Сојер” Форд, преживели са лета 815.
- Данијел Де Ким као Џин-Су Квон, преживели са лета 815; Санин муж који је преживео експлозију на Кахани.
- Јунџин Ким као Сан-Хва Квон, преживела са лета 815 и једна од Океаник шесторке; Џинова супруга.
- Кен Ланг као Мајлс Стром, медијум са Кахуне.
- Еванџелин Лили као Кејт Остин, преживела са лета 815 и једна од Океаник шесторке.
- Ребека Мејдер као Шарлот Луис, антрополошкиња са Кахуне.
- Елизабет Мичел као Џулијан Берк, бивша припадница Других.
- Тери О’Квин као Џон Лок, преживели са лета 815 који се придружује Другима.

У улогама су се нашли и бројни споредни и гостујући ликови, међу којима су били: Л. Скот Калдвел као Роуз Хендерсон, Сем Андерсон као Бернард Надлер, Рејко Ајлесворт као Ејми, Мелиса Фарман као Данијела Русо, Танија Рејмонд као Алекс, Џон Тери као Кристијан Шепард, Франсоа Чау као Пјер Чанг, Патрик Фишлер као Фил, Фионула Фланаган као Елоиза Хокинг, Нестор Карбонел као Ричард Алперт, Бред Вилијам Хенке као Брем, Марша Томасон као Наоми Дорит, Соња Волгер као Пени Видмор, Алан Дејл као Чарлс Видмор, Том Ирвин као Ден Нортон, Џеф Фејхи као Френк Лапидус, Малколм Дејвид Кели као Волт Лојд, Ленс Редик као Метју Абадон, Лесли Иши као Лара, Ерик Ланг као Радзински, Вилијам Мејпотер као Итан Ром, Чич Марин као Давид Рејес, Марк Пелегрино као Џејкоб, Зулајка Робинсон као Илана, Саид Тагмауи као Сизар, Титус Веливер као Џејкобов непријатељ и Мишел Родригез као Ана Лусија Кортез.

## Епизоде
| Бр. еп. (укупно) | Бр. еп. (у сезони) | Наслов                        | Редитељ         | Сценариста                          | Истакнути лик(ови) | Премијера         | Гледаност у САД (милиони) |
| --- | ------------------ | ----------------------------- | --------------- | ----------------------------------- | ------------------ | ----------------- | ------------------------- |
| 87 | 1                  | Зато што сте отишли           | Стивен Вилијамс | Дејмон Линделоф и Карлтон Кјуз      | нико               | 21. јануар 2009.  | 11,66                     |
| Преостали преживели на острву почињу хаотично да скачу кроз време након што је острво померено. Џек и Бен започињу своју мисију да поново окупе Океаник шесторку. Херли и Сајид упадају у заседу у свом склоништу. Кејт са Ароном беже из куће након што јој двојица адвоката доставе налог да мора да се подвргне тесту материнства. Сан води занимљив разговор са господином Видмором. |                    |                               |                 |                                     |                    |                   |                           |
| 88 | 2                  | Лаж                           | Џек Бендер      | Едвард Китсис и Адам Хоровиц        | Херли              | 21. јануар 2009.  | 11,08                     |
| Године 2007, Херли и Сајид су у бекству од полиције. Херли признаје својој мајци да је Океаник шесторка лагала јавност. У 1954. години, преживели на острву бивају нападнути од стране наоружаних људи. Бен сазнаје да има само седамдесет сати да поново окупи Океаник шесторку и врати их на острво. |                    |                               |                 |                                     |                    |                   |                           |
| 89 | 3                  | Бомба                         | Род Холкомб     | Елизабет Сарноф и Пол Збишевски     | Дезмонд            | 28. јануар 2009.  | 11,07                     |
| Године 2007, Дезмонд креће у потрагу за мајком Данијела Фарадеја и од Чарлса Видмора сазнаје да се она налази у Лос Анђелесу. У 1954. години, Лок не успева да убеди Ричарда Алперта да је из будућности, а Фарадеј добија задатак да деактивира хидрогенску бомбу. |                    |                               |                 |                                     |                    |                   |                           |
| 90 | 4                  | Мали принц                    | Стивен Вилијамс | Брајан К. Вон и Мелинда Шу Тејлор   | Кејт               | 4. фебруар 2009.  | 10,98                     |
| Док су на путу ка станици Орхидеја, преживели на острву скачу кроз време до дана када је Арон рођен, а затим у 1988. годину, где Џина проналази научни тим Данијеле Русо. Године 2007, Џек, Кејт, Сајид и Бен се састају, а Кејт схвата да је Бен био тај који је послао адвокате њој и Арону. |                    |                               |                 |                                     |                    |                   |                           |
| 91 | 5                  | Ово место је смрт             | Пол Едвардс     | Едвард Китсис и Адам Хоровиц        | Сан и Џин          | 11. фебруар 2009. | 9,77                      |
| Године 1988, Џин и Русоин тим, на путу ка радио кули, напада димно чудовиште. Шарлот признаје да је одрасла на острву пре него што умре. Лок напушта острво окретањем точка у замрзнутој комори. Ван острва, 2007. године, Бен доводи Џека и Сан код Елоизе Хокинг, мајке Данијела Фарадеја, у истом тренутку када дође и Дезмонд. |                    |                               |                 |                                     |                    |                   |                           |
| 92 | 6                  | 316                           | Стивен Вилијамс | Дејмон Линделоф и Карлтон Кјуз      | Џек                | 18. фебруар 2009. | 11,27                     |
| Године 2007, Елоиза објашњава Океаник шесторци како да се врате на острво. Џек, Кејт, Херли, Сан, Сајид и Бен укрцавају се на лет 316 компаније Аџира ервејз, којим управља Френк Лапидус, носећи Локово тело. Након блеска беле светлости у авиону, Џека, Кејт и Херлија на острву 1977. године проналази Џин. |                    |                               |                 |                                     |                    |                   |                           |
| 93 | 7                  | Живот и смрт Џеремија Бентама | Џек Бендер      | Дејмон Линделоф и Карлтон Кјуз      | Лок                | 25. фебруар 2009. | 9,82                      |
| Лок, који је некако жив након пада авиона на лету 316 на острво, бива испитиван од стране осталих преживелих и проналази Бена међу повређенима. У флешбек сценама, Локова мисија ван острва да поново окупи Океаник шесторку и врати их на острво добија помоћ од Чарлса Видмора и Метјуа Абадона, пре него што га Бен убије. |                    |                               |                 |                                     |                    |                   |                           |
| 94 | 8                  | Лафлор                        | Марк Голдман    | Елизабет Сарноф и Кајл Пенингтон    | Сојер              | 4. март 2009.     | 10,61                     |
| Преостали преживели на острву остају у 1974. години након окончања временских скокова. Они се придружују Дарма Иницијативи након што спасу једну од њихових чланица, Ејми, од Других. Након што проведу три године међу њима, Џулијет помаже Ејми да се породи, а Сојер, сада у вези са Џулијет, поново се среће са Џеком, Кејт и Херлијем. |                    |                               |                 |                                     |                    |                   |                           |
| 95 | 9                  | Добродошли                    | Џек Бендер      | Пол Збишевски и Брајан К. Вон       | нико               | 18. март 2009.    | 9,08                      |
| Године 1977, Сојер организује да Џек, Кејт и Херли постану чланови Дарма Иницијативе. Сајида у џунгли проналази Џин; међутим, он је принуђен да се претвара да је припадник Других, а Дарма га затвара. Године 2007, након пада лета 316, Сан и Френк сазнају од Кристијана Шепарда да су остали преживели заробљени у прошлости. |                    |                               |                 |                                     |                    |                   |                           |
| 96 | 10                 | Он је наш ти                  | Грег Јајтанс    | Едвард Китсис и Адам Хоровиц        | Сајид              | 25. март 2009.    | 8,82                      |
| Године 1977, Сајид не жели да сарађује са Сојером, а чланови Дарма Иницијативе гласају да Сајид буде погубљен. Дванаестогодишњи Бен ослобађа Сајида у својој намери да се придружи Другима. Међутим, након што су побегли, Сајид пуца у Бена. У флешбек сценама, Сајида хвата Илина, ловац на главе, која је ангажована да га одведе на Гвам. |                    |                               |                 |                                     |                    |                   |                           |
| 97 | 11                 | Шта год се десило, десило се  | Боби Рот        | Дејмон Линделоф и Карлтон Кјуз      | Кејт               | 1. април 2009.    | 9,35                      |
| Џулијет не успева да излечи Бенову рану од метка, а Џек одбија да помогне, што доводи до тога да Кејт одведе Бена Другима да га излече. Ричард објашњава да ће процес лечења променити Бена заувек. У флешбек сценама, Кејт одлучује да се врати на острво и оставља Арона на бригу његовој баки, Клериној мајци. |                    |                               |                 |                                     |                    |                   |                           |
| 98 | 12                 | Мртво је мртво                | Стивен Вилијамс | Брајан К. Вон и Елизабет Сарноф     | Бен                | 8. април 2009.    | 8,29                      |
| Године 2007, Бен и Лок путују на главно острво како би димно чудовиште могло да суди Бену због тога што је дозволио да Алекс умре. У међувремену, Френк се враћа на острво Хидра и бива узет као талац од стране преживелих са лета 316. У флешбек сценама, Бен отима Алекс од Русоове крајем 1980-их, док се 2007. године суочава са Дезмондом и Пени пре него што се укрцао на лет 316. |                    |                               |                 |                                     |                    |                   |                           |
| 99 | 13                 | Неки то воле вруће            | Џек Бендер      | Мелинда Шу Тејлор и Грегори Нејшонс | Мајлс              | 15. април 2009.   | 9,23                      |
| Године 1977, Роџер, Бенов отац, почиње да сумња у Кејтину умешаност у Бенов нестанак. Мајлс добија задатак да однесе леш са градилишта станице Лабуд свом оцу, доктору Чангу. У флешбек сценама, Мајлс открива своју способност да разговара са мртвима и ангажован је да путује на острво на теретном броду. |                    |                               |                 |                                     |                    |                   |                           |
| 100 | 14                 | Променљива                    | Пол Едвардс     | Едвард Китсис и Адам Хоровиц        | Фарадеј            | 29. април 2009.   | 9,04                      |
| Године 1977, Данијел Фарадеј се враћа на острво како би упозорио његове становнике на предстојећу катастрофу која укључује станицу Лабуд. Џек, Кејт и Фарадеј започну пуцњаву са Дарма Иницијативом, што доводи до тога да Дарма крене за Сојером и Џулијет. Фарадеј има план да промени будућност активирањем хидрогенске бомбе у исто време када се догоди инцидент на станици Лабуд. Међутим, када дође до Других како би сазнао где се бомба налази, млађа верзија његове мајке га пуца у леђа и убија. У флешбек сценама приказан је Фарадејев однос са његовим родитељима, Елоизом Хокинг и Чарлсом Видмором. |                    |                               |                 |                                     |                    |                   |                           |
| 101 | 15                 | Прати вођу                    | Стивен Вилијамс | Пол Збишевски и Елизабет Сарноф     | нико               | 6. мај 2009.      | 8,70                      |
| Године 1977, Џек одлучује да следи Фарадејев савет и активира хидрогенску бомбу, али Кејт се не слаже. Доктор Чанг убеђује Дарму да евакуише острво, што омогућава Сојеру, Кејт и Џулијет да се укрцају у подморницу и напусте острво. Године 2007, Лок поново среће Друге и Ричарда, који га прате на путу да убије Џејкоба. |                    |                               |                 |                                     |                    |                   |                           |
| 102 | 16                 | Инцидент (1. део)             | Џек Бендер      | Дејмон Линделоф и Карлтон Кјуз      | Џејкоб             | 13. мај 2009.     | 9,43                      |
| Године 1977, Џулијет, Кејт и Сојер беже из подморнице у чамцу за спасавање и сусрећу Бернарда и Роуз. Џек, Сајид, Ричард и Елоиз уклањају језгро бомбе, а Џек и Сајид одлазе до Дарма барака где се укључио аларм за опасност. Роџер упуца Сајида, али њега и Џека спасавају Херли, Мајлс и Џин. Међутим, на путу према станици Лабуд, заустављају их Сојер, Кејт и Џулијет. Године 2007, Френк долази на главно острво са Иланиним тимом, а она показује мистериозни садржај ковчега кога су пронашли у авиону. Лок и Други крећу ка Џејкобу, а Лок говори Бену да управо он треба да убије Џејкоба, пошто мора да учини све што му Лок нареди. |                    |                               |                 |                                     |                    |                   |                           |
| 103 | 17                 | Инцидент (2. део)             | Џек Бендер      | Дејмон Линделоф и Карлтон Кјуз      | Џејкоб             | 13. мај 2009.     | 9,43                      |
| Године 1977, Џек и Сојер се сукобљавају око судбине острва и путника са лета 815, али Џулијет прекида тучу, тврдећи да је променила мишљење. У станици Лабуд долази до пуцњаве између Џекове групе и људи Радзинског. Џек успева да баци бомбу у јаму. Бомба не експлодира, али извор енергије је пробијен, привлачећи све металне предмете у околини. У насталом хаосу, Џулијет је повучена у јаму. Међутим, она преживљава пад, налази неактивирану бомбу и удара је каменом док не експлодира. Године 2007, Лок и Бен улазе у храм, где Бен убија Ричарда. Илана стиже до Ричарда и Других и показује садржај ковчега који је њена група носила; унутра се налази Локово тело, што сугерише да је „Лок” који је отишао Џејкобу заправо неко други. |                    |                               |                 |                                     |                    |                   |                           |